# Coendou bicolor
Coendou bicolor és un membre sud-americà del gènere Coendou present a Bolívia, el Perú, Colòmbia i l'Equador.